# Всемирный совет по туризму и путешествиям
Всемирный совет по туризму и путешествиям (англ. World Travel & Tourism Council (WTTC)) — международное неправительственное общественное объединение из участников индустрии туризма и путешествий. В состав совета входят более сотни представителей деловых кругов разных стран мира, которые, взаимодействуя с органами государственной власти, привлекают внимание к проблемам индустрии.
WTTC занимается исследованиями в области экономического и социального воздействия туризма, организует глобальные и региональные саммиты, связанные с проблемами и событиями, относящимися к индустрии туризма.
Основной функцией WTTC является «Доведение до сведения правительств важности туристской отрасли — крупнейшего поставщика финансовых ресурсов и рабочих мест во всём мире».

## История
Идея организации Всемирного совета по туризму и путешествиям появилась в 1980-е годы, когда группа руководителей крупных компаний объединилась под председательством главного исполнительного директора American Express Джеймса Д. Робинсона III. Группа была создана для обсуждения индустрии туризма и авиаперевозок, а также для предоставления общественности дополнительных данных, демонстрирующих важность индустрии, которая на тот момент воспринималась многими экспертами не очень серьёзно. Обсуждения привели к первой встрече, которая состоялась в Париже в 1989 году. В рамках первого собрания WTTC с речью выступил бывший Госсекретарь США Генри Киссинджер, отметивший, что индустрия туризма и путешествий не имела широкого признания по той причине, что у неё не было единой структуры или организации. WTTC официально был учреждён в 1990 году.
Первое ежегодное собрание прошло в Вашингтоне (США) в 1991 году, на тот момент в Совет входили 32 члена.
В 1993 году должность Председателя WTTC занял Роберт Эйч Бернс, к тому моменту в Совет входило 68 членов. В тот же период Совет стал выпускать отчёты о воздействии туризма — в сотрудничестве с консалтинговой организацией Wharton Econometric Forecasting Associates (основанной лауреатом Нобелевской премии по экономике 1980 года Лоуренсом Клейном), предоставлявшей данные.
WTTC был сформирован группой, известной как Tourism Satellite Account (TSA), с целью сбора и публикации статистических данных. TSA была признана Статистической комиссией ЭКОСОС в 1999 году. На протяжении 1990-х годов WTTC планомерно расширял сферу своих исследований, включив в них такие показатели, как образование и обучение, либерализация воздушного транспорта, налогообложение и устойчивое развитие в туризме.
В 1997 году WTTC организовал первый Глобальный саммит по туризму и путешествиям, прошедший в португальской Виламоуре (район Картейра региона Алгарви). В том же году число членов организации достигло сотни. В Виламоуре прошли ещё два саммита, в 2000 и 2003 годах, после чего встречи стали проводиться ежегодно в различных городах планеты.